# Barberey-Saint-Sulpice
Barberey-Saint-Sulpice település Franciaországban, Aube megyében. Lakosainak száma 1551 fő (2022. január 1.). Barberey-Saint-Sulpice La Chapelle-Saint-Luc, Montgueux, Saint-Lyé és Sainte-Maure községekkel határos.

## Népesség
A település népessége az elmúlt években az alábbi módon változott:
| Lakosok száma | 768  | 723  | 654  | 1153 | 1326 | 1376 | 1449 | 1530 | 1568 | 1551 |
|               | 1968 | 1982 | 1990 | 2006 | 2013 | 2015 | 2017 | 2019 | 2020 | 2022 |